# 1038 w polityce
Wydarzenia polityczne w 1038 roku.

## Wydarzenia
- Najazd Brzetysława na Polskę[1].

## Zmarli
- Stefan I Święty, król Węgier[2].